# Travis Smith
Travis Smith, né le 29 avril 1982 à Bainbridge en Géorgie, est l'ancien batteur du groupe de metal Trivium.

## Biographie
Travis Smith faisait partie du groupe lors de sa formation en 2000 et l'a quitté au cours de l'année 2009. Il est notamment reconnu pour sa grande maîtrise de la double pédale, une technique pour laquelle il a été récompensé plusieurs fois par des magazines tels que Revolver, Modern Drummer et plusieurs autres.
Travis Smith joue sur une batterie DDrum et sur des cymbales Sabian.
En 2007, Ahead, une marque de baguettes, lance la vente mondiale des baguettes signées Travis Smith.